# Szávay Ágnes
Szávay Ágnes (Kiskunhalas, 1988. december 29. –) magyar teniszezőnő, olimpikon, egy egyéni és két páros junior Grand Slam-torna győztese.
2004-től 2013-ig versenyzett a profik között. Juniorként egyéniben és párosban is győzött a 2005-ös Roland Garroson, és párosban 2005-ben Wimbledonban. Emellett döntős volt egyéniben és párosban is a 2005-ös Australian Openen. 2005-ben a kombinált junior világranglista 2. helyezettje volt Viktorija Azaranka mögött.
Pályafutása során egyéniben öt, párosban két WTA-tornát nyert meg. Első egyéni győzelmét 2007. július 22-én aratta Palermóban. Ugyanebben az évben New Havenben döntőt játszott, majd egy emlékezetes mérkőzésen, mérkőzéslabdát hárítva győzött a Tier II-es pekingi torna fináléjában. Emellett 2009-ben és 2010-ben Budapesten, s szintén 2010-ben Prágában nyert International tornát. Grand Slam-tornán a legjobb egyéni eredményét a 2007-es US Openen érte el egy negyeddöntővel, párosban pedig ugyanezen a versenyen az elődöntőbe jutott, oldalán a cseh Vladimíra Uhlířovával. A világranglistán egyéniben a legjobb helyezése a tizenharmadik volt, amelyet 2008 áprilisában ért el, párosban a 22. helyen állt 2007 szeptemberében.
Sikereinek köszönhetően több elismerésben is részesült. 2007-ben az év női sportolójává választották Magyarországon, s ugyanebben az esztendőben a WTA őt választotta az év felfedezettjének. Négy alkalommal kapta meg Az év magyar teniszezője címet.
2011. május 10-én sajtótájékoztató keretében jelentette be, hogy a gerincében fáradásos törés keletkezett. Emiatt a Roland Garros befejezése után hosszabb ideig nem lépett pályára. 2012. március 30-án bejelentette visszatérését, majd 2013. február 6-án végleges visszavonulását.
2015-ben saját teniszklubot alapított, Kapros Anikóval és Gubacsi Zsófiával létrehozta a Happy Tennis programot, amelyért 2017-ben Erzsébetváros polgármestere kiemelkedő sporttevékenységéért elismerésben részesítette.

## Pályafutása
1988. december 29-én született Kiskunhalason. Már hatévesen elkezdett teniszezni Soltvadkerten, édesanyja és édesapja voltak első edzői és menedzserei. Későbbi trénerei Barátosi Levente, Hornok Miklós, Bocskay József, Kuhárszky Zoltán, az osztrák Karl-Heinz Wetter, valamint Köves Gábor voltak. Magyarul és angolul beszél.
171 cm magas, 63 kg, jobbkezes játékos, a fonákot a legtöbb női teniszezőhöz hasonlóan két kézzel üti.
ITF-versenyen először 2003-ban, Portugáliában indult, ott a második fordulóig jutott.
Első ITF Tour-bajnokságán, 2004-ben Budapesten az egyéni versenyen nem jutott tovább a selejtezőkből, de párosban csak a döntőben talált legyőzőre. Ekkor még a 16. életévét sem töltötte be. Még ebben az évben ITF Circuit versenyt nyert Olaszországban.
Az igazi áttörést a 2005-ös év jelentette számára, amikor a Modenában rendezett ITF Tour-bajnokságon az elődöntőbe jutott. Az elődöntőben csupán a nála több, mint 10 évvel idősebb Tathiana Garbin győzte le, de előtte olyan játékosokat vert meg, mint például Francesca Schiavone. Párosban Michaëlla Krajicek oldalán Dinanban (Franciaország) ITF-tornát nyert, és Hasseltben döntős volt.
2006-ban Bogotában egyéniben a második körig jutott, míg párosban a német Jasmin Wöhr oldalán a döntőbe jutott. Ugyanebben az évben mind az Australian Open, mind a Roland Garros selejtező köreiben kiesett, de Vittelben Julija Bejhelzimer oldalán ITF-címet tudott nyerni.
Hazai és nemzetközi ismertségre a 2007-es évben tett szert igazán. Még 2006-ban a Vasas igazolt játékosa lett, melynek feltétele volt, hogy egy év leforgása alatt bekerüljön a WTA-világranglista legjobb 128 helyezettje közé. Ez minden bizonnyal sikerült is volna, ha nem szerez egy későn diagnosztizált mononukleózist 2006 nyarán, ami miatt fél évet ki kellett hagynia.

### 2007

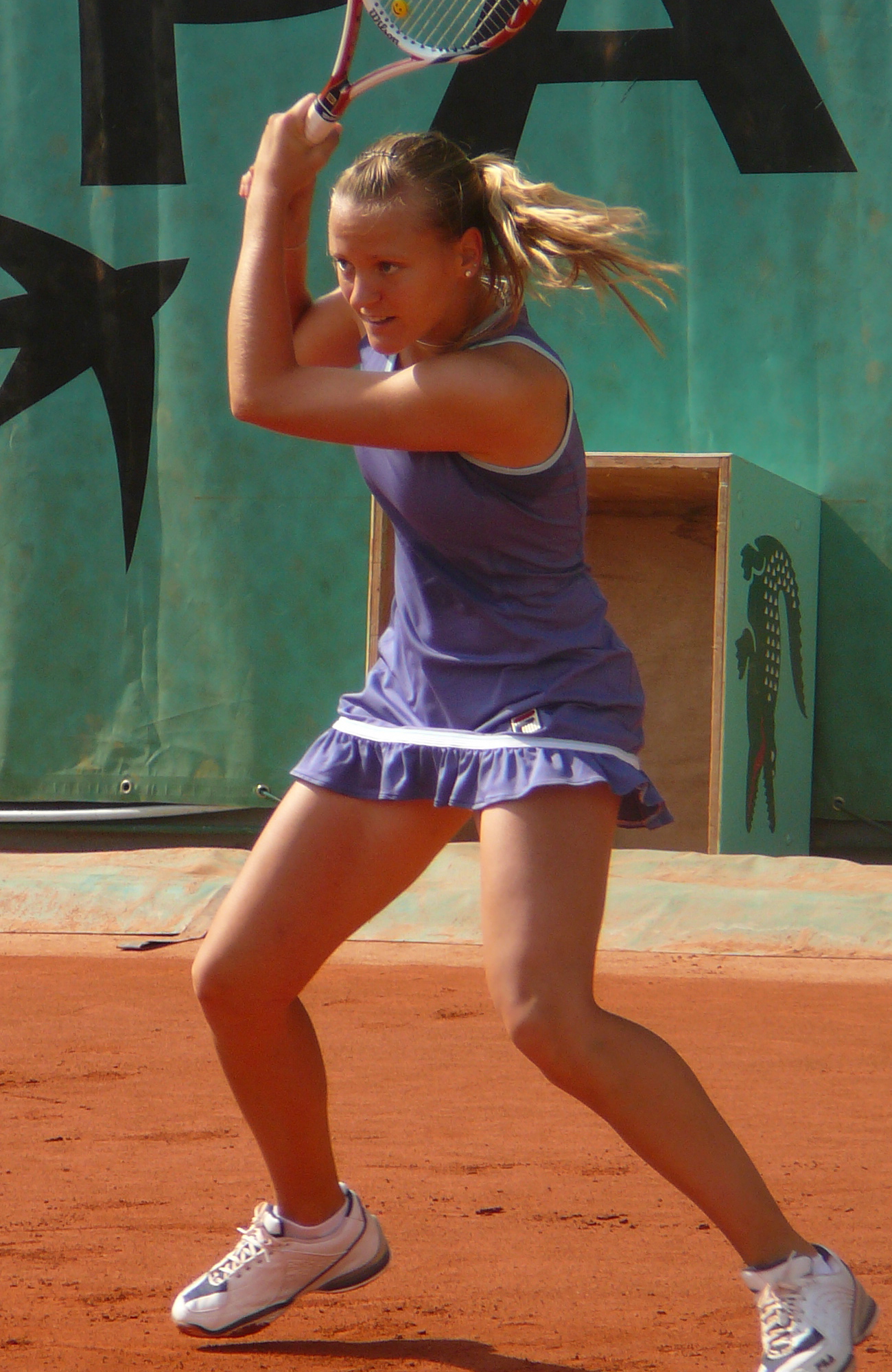
Szávay Ágnes

2007 tavaszán kezdett újra belelendülni a játékba. Több nála erősebb ellenfél elleni győzelme már jelezte: nagy esélye van arra, hogy betörjön a világranglista első 100 helyezettje közé.
Először a 2007-es palermói WTA-győzelmével hívta fel magára a figyelmet, ami első nagy WTA-tornagyőzelme volt. Az első igazán nagy sikert azonban a New Haven-i Tier II-es tornán érte el, ahol a selejtezőkből egészen a döntőig küzdötte magát. Ott is szettet nyert az első helyen kiemelt orosz Szvetlana Kuznyecova ellen, mielőtt hátsérülés miatt kénytelen volt feladni a mérkőzést (6-4, 0-3 állásnál). Nyolc nap alatt nyolc meccset játszott, és a torna során ráadásul – pályafutása során először – legyőzött egy olyan játékost, aki a világranglista első 10 helyezettje között volt: Daniela Hantuchovát.
Ez a sikere, amivel a hazai és a nemzetközi figyelmet is magára vonta, közvetlenül a 2007-es US Open előtt történt. A fokozott figyelem közepette a US Openen egészen a negyeddöntőig menetelt, menet közben legyőzte a 7. kiemelt Nagyja Petrovát. Élete első Grand Slam-negyeddöntőjén ismét Kuznyecovával találkozott, ezt a meccset azonban már nem tudta megnyerni, 6-1 6-4 arányban maradt alul. Kiváló teljesítményének köszönhetően az egyéni ranglista 23. helyén találta magát (azok után, hogy év elején még a 150-ben sem volt). A 2007-es US Openen párosban is kiemelkedő eredményt ért el: a cseh Vladimíra Uhlířová oldalán bejutott az elődöntőbe.
2007. szeptember 23-án addigi legnagyobb sikerét aratta, amikor a pekingi Tier II-es torna döntőjében egy izgalmas, fordulatos meccsen, klasszisjátékot nyújtva, és meccslabdát hárítva 6-7(7), 7-5, 6-2 arányban legyőzte a világranglistán akkor 3. helyen álló, 2. kiemelt Jelena Jankovićot. Teljesítményével a világranglista első 20 helyezettje közé került.

### 2008
Az évet Ausztráliában kezdte, a 175 ezer dollár összdíjazású, keménypályás Tier III-as női tenisztornán, Gold Coastban. Egyesben nyolcadik kiemeltként már az első körben búcsúzott, miután 3-6, 7-5, 6-2-re kikapott a selejtezőből feljutott ukrán Juliana Leonyigyivna Fedaktól. Párosban az előző évi tornagyőztes orosz Gyinara Szafina oldalán azonban harmadik kiemeltként az elődöntőben legyőzték az első kiemelt, világranglista-vezető Cara Black–Liezel Huber-párost, majd a döntőben 6-1, 6-2-re verték a második kiemelt Jen Ce–Cseng Csie kínai párost.
Az Australian Openen 20. kiemeltként már az első fordulóban búcsúzott, azonban a párizsi Tier II-es tornán úgy tűnt, sérülése után sikerült visszanyernie korábbi formáját. 7. kiemeltként, többek között a 4. helyen kiemelt Jelena Gyementyjeva és a 2. helyen kiemelt Daniela Hantuchová legyőzésével egészen a döntőig menetelt, ahol szoros mérkőzésen 6-3, 2-6, 6-2-es vereséget szenvedett az első helyen kiemelt Anna Csakvetadzétól.
Az év első salakos tornáján, a Tier II-es Amelia Islanden a negyeddöntőig jutott, ahol a korábbi világelső Lindsay Davenporttól kapott ki. Ezután a 13. helyre került a világranglistán, ami eddigi legjobb helyezése. Következő tornáján, a szintén salakos charlestoni Tier I-es viadalon többek között páros partnerét, Gyinara Szafinát legyőzve jutott be a negyeddöntőbe, ahol azonban útját állta a feltörekvő fiatal francia tehetség, Alizé Cornet. Berlinben eljutott élete második Tier I-es negyeddöntőjébe, ahol a sötétedés miatt két napig húzódó, háromszettes meccsen kikapott a világranglista 2. helyén álló, címvédő Ana Ivanovićtól. Az ezt követő, szintén Tier I-es római tornán az 1. fordulóban legyőzte a kínai Jen Ce-t, a 2. körben azonban vereséget szenvedett a hazai pályán versenyző Sara Erranitól. A Roland Garroson 12. kiemeltként indult, az első fordulóban a japán Morita Ajumi három szettben, a második fordulóban a német Sabine Lisicki ellen kettőben jutott tovább. A harmadik fordulóban zsinórban a harmadik 18 éves ellenfele, a cseh Petra Kvitová ellen viszont már nem tudott győzni, három szettben kikapott. Párosban Gyinara Szafina oldalán a 3. körig jutott, ahol az ukrán Aljona Bondarenko–Katerina Bondarenko-párostól szenvedtek vereséget. Wimbledonban a negyedik fordulóig jutott egyéniben, ahol a kínai Cseng Csiétől szenvedett vereséget. A budapesti első fordulós vereség utáni héten Bad Gasteinben az elődöntőig jutott. A szezon hátralévő tornáin, köztük a US Openen és a pekingi olimpián pedig az első vagy a második forduló jelentette számára a végállomást.
~> Szávay teljes 2008-as eredménysora egyéniben 

### 2009
A 2009-es év első körös vereségekkel indult, köztük az Australian Opennel. A február végi acapulcói tornán szerezte meg első győzelmeit, ahol a selejtezőből indulva előbb Arn Grétától, majd szerencsés vesztesként, négy mérkőzés megnyerése után, a negyeddöntőben az amerikai Venus Williamstől kapott ki. Monterreyben a második, Indian Wellsben a harmadik fordulóig jutott. Miamiban sikerült legyőznie a korábbi világelső Ana Ivanovićot, s a 4. körben a fehérorosz Viktorija Azarenkától kapott ki. A néhány héttel későbbi madridi versenyen visszavágott a fehérorosz játékosnak (4-6, 6-2, 6-2), a negyeddöntőben azonban kikapott a francia Amélie Mauresmótól.
A Roland Garros 3. fordulójában, élete egyik legjobb mérkőzésén legyőzte a világranglista 3. helyén álló Venus Williamset (6-0, 6-4), a következő meccsen azonban kikapott a szlovák Dominika Cibulkovától (6-2, 6-4). Wimbledonban az első körben búcsúzott, utána viszont Budapesten megnyerte élete harmadik WTA-tornáját. A döntőben a svájci Patty Schnydert győzte le (2-6, 6-4, 6-2). A szezon hátralévő tornáin, köztük a US Openen, az első vagy a második fordulóig jutott. Budapesti tornagyőzelmének köszönhetően részt vehetett az év végi bali tornán is, ahol azonban mindkét mérkőzését elveszítette, a spanyol María José Martínez Sánchez, valamint az ausztrál Samantha Stosur ellen.

### 2010
A brisbane-i tornán legyőzte kínai ellenfelét, majd kikapott a szlovák Hantuchovától. Sydneyben a selejtezőből indulva nyert négy mérkőzést, a nyolcaddöntőben a francia Aravane Rezaï állta útját. Az Australian Openen a 2. fordulóig jutott, ahol meccslabdáról veszített a kínai Li Na ellen. A párizsi tornán két meccset nyert, de az elődöntőbe nem sikerült bejutnia, mert vereséget szenvedett az amerikai Melanie Oudintól. Acapulcóban az első két fordulót megnyerte, a harmadik körben szetthátrányban Polona Hercog ellen feladta a mérkőzést. Monterreyben szintén a 3. fordulóban kapott ki a szlovák Dominika Cibulkovától. Indian Wellsben, Miamiban és Stuttgartban egy-egy mérkőzést nyert, Estorilban és Madridban az 1. fordulóban búcsúzott. A Roland Garroson a második fordulóig jutott, miután 6-1, 6-2 arányban kikapott az orosz Nagyja Petrovától. Eastbourne-ben egy mérkőzést nyert, Wimbledonban pedig az első fordulóban esett ki egyéniben, párosban viszont a negyeddöntőig menetelt a német Julia Görges oldalán.
Az év legsikeresebb időszaka a július volt számára. Ekkor megnyerte a budapesti, majd rögtön a következő héten a prágai WTA-tornát, zsinórban tíz mérkőzést befejezve győztesen. A budapesti döntőben ezúttal is Patty Schnydert győzte le (6-2, 6-4), Prágában pedig a hazai színekben versenyző Barbora Strýcovát (6-2, 1-6, 6-2). A montreali versenyen az argentin Gisela Dulkót, majd a belga Yanina Wickmayert legyőzve a harmadik fordulóig jutott, de ott kikapott az orosz Vera Zvonarjovától. Az év utolsó Grand Slam-tornáján, a US Openen egy mérkőzést nyert, majd kikapott az olasz Flavia Pennettától. Szöulban három mérkőzésen hagyta el a pályát győztesen, az elődöntőben az orosz Alisza Klejbanova búcsúztatta. Az év utolsó tornáin, Tokióban és Pekingben egyaránt az 1. fordulóban esett ki.

### 2011
Sérülés miatt csak márciusban, Indian Wellsben kezdte meg a versenyzést, ahol a második fordulóban Alisza Klejbanovától kapott ki (6–3, 7–5). A következő két versenyén szintén egy-egy mérkőzést nyert, Miamiban az orosz Anasztaszija Szergejevna Pavljucsenkova (6–1, 6–2), Marbellán Szvetlana Kuznyecova [6–7(2), 6–1, 6–2] ellen szenvedett vereséget. Májusban a madridi Premier Mandatory tornán is egy meccsen sikerült győznie, a bolgár Cvetana Pironkovát múlta felül 7–6(5), 4–6, 6–1-re, de a következő mérkőzése előtt kénytelen volt visszalépni hátsérülés miatt.
Évek óta tartó hátfájdalmai miatt korábbi párostársa, Gyinara Szafina közvetítésével még Madridban elment egy orvoshoz, aki fáradásos törést állapított meg az ötödik csigolyájában. A kezelés során szteroidinjekciót is kapott.
A sérülés ellenére – valószínűleg a védett ranglista megfelelő időpontban való kikérésének érdekében – a bejelentést követő két hétben több versenyen is elindult még.
A brüsszeli verseny első fordulójában 2–5-ös állásnál kénytelen volt feladni a mérkőzését a kazah Galina Voszkobojeva ellen. A Roland Garroson végig tudta játszani a meccset, de nagy küzdelemben, három játszmában kikapott a fehérorosz Volha Havarcovától. E mérkőzés befejezése után jelentette be, hogy fél évig nem fog versenyezni, vagyis a 2011-es szezonban már biztosan nem lép pályára. Az év utolsó tétmérkőzését május 26-án, a páros verseny második fordulójában játszotta, amikor oldalán a lett Līga Dekmeijerével 1–2-es állásnál feladták a meccset.

### 2012
A 2012-es londoni olimpián a női egyes első fordulójában 6:3, 6:3 arányban legyőzte a brit Elena Baltacha, így kiesett.

### 2013
2013. február 6-án Szávay bejelentette, hogy egészségügyi okok miatt felhagy a professzionális teniszezéssel. Júniusban volt iskolájának, a Facultas Humán Gimnáziumnak ajándékozta teniszütőjét, ezzel is kifejezve elismerését és tiszteletét az iskola irányába.

## Sikerei
- 2005 – Roland Garros Grand Slam-torna, junior egyéni és páros győztes
- 2005 – Wimbledon Grand Slam-torna, junior páros győztes
- 2005 – Modena WTA-torna elődöntős
- 2007 – Budapest WTA-torna páros győztes
- 2007 – Zágráb ITF-torna egyéni győztes
- 2007 – Palermo WTA-torna egyéni győztes
- 2007 – New Haven WTA-torna egyéni döntős
- 2007 – Peking WTA-torna egyéni győztes
- 2008 – Gold Coast WTA-torna páros győztes
- 2008 – Párizs WTA-torna egyéni döntős
- 2009 – Budapest WTA-torna egyéni győztes
- 2010 – Budapest WTA-torna egyéni győztes
- 2010 – Prága WTA-torna egyéni győztes

## Junior Grand Slam-döntői

### Egyéni

#### Győzelmei (1)
| Év   | Bajnokság     | Borítás | Ellenfél           | Eredmény |
| ---- | ------------- | ------- | ------------------ | -------- |
| 2005 | Roland Garros | Salak   | Raluca-Ioana Olaru | 6–2, 6–1 |

#### Elveszített döntői (1)
| Év   | Bajnokság       | Borítás | Partner            | Eredmény |
| ---- | --------------- | ------- | ------------------ | -------- |
| 2005 | Australian Open | Kemény  | Viktorija Azaranka | 2–6, 2–6 |

### Páros

#### Győzelmei (2)
| Év   | Bajnokság     | Borítás | Partner            | Ellenfél                         | Eredmény         |
| ---- | ------------- | ------- | ------------------ | -------------------------------- | ---------------- |
| 2005 | Roland Garros | Salak   | Viktorija Azaranka | Raluca-Ioana Olaru Amina Rakhim  | 4–6, 6–4, 6–0    |
| 2005 | Wimbledon     | Fű      | Viktorija Azaranka | Marina Eraković Monica Niculescu | 6–7(5), 6–2, 6–0 |

#### Elveszített döntői (1)
| Év   | Bajnokság       | Borítás | Partner         | Ellenfél                           | Eredmény |
| ---- | --------------- | ------- | --------------- | ---------------------------------- | -------- |
| 2005 | Australian Open | Kemény  | Nikola Fraňková | Viktorija Azaranka Marina Eraković | 0–6, 2–6 |

### Eredményei kiemelt tornákon
| Premier Mandatory* |
| Premier Five*      |
| Premier*           |

|     | Torna              | 2007       | 2008         | 2009         | 2010         | 2011       |
| 1.  | Indian Wells       | nem indult | nem indult   | 4. kör       | 3. kör       | 2. kör     |
| 2.  | Miami              | nem indult | 2. kör       | 4. kör       | 3. kör       | 2. kör     |
| 3.  | Madrid             | nem indult | nem indult   | negyeddöntős | 1. kör       | 2. kör     |
| 4.  | Peking             | győztes    | 2. kör       | 1. kör       | 1. kör       | nem indult |
| 5.  | Dubaj              | sel.       | 1.kör        | 1.kör        | nem indult   | nem indult |
| 6.  | Róma               | nem indult | 2. kör       | 1. kör       | nem indult   | nem indult |
| 7.  | Cincinnati         | nem indult | nem indult   | 2. kör       | nem indult   | nem indult |
| 8.  | Toronto/Montreal   | nem indult | nem indult   | 2. kör       | 3. kör       | nem indult |
| 10. | Tokió              | nem indult | 1. kör       | 1. kör       | 1. kör       | nem indult |
| 11. | Sydney             | nem indult | nem indult   | nem indult   | 2. kör       | nem indult |
| 12. | Párizs             | 1. kör     | döntős       | 1. kör       | negyeddöntős | nem indult |
| 13. | Charleston         | nem indult | negyeddöntős | nem indult   | nem indult   | nem indult |
| 14. | Stuttgart          | nem indult | 1. kör       | 2. kör       | 2. kör       | nem indult |
| 15. | Varsó              | nem indult | nem indult   | nem indult   | nem indult   | –          |
| 16. | Eastbourne         | nem indult | nem indult   | nem indult   | 2. kör       | nem indult |
| 17. | Stanford           | nem indult | nem indult   | nem indult   | nem indult   | nem indult |
| 18. | Los Angeles        | nem indult | nem indult   | 1. kör       | –            | –          |
| 19. | San Diego/Carlsbad | nem indult | –            | –            | nem indult   | nem indult |
| 20. | New Heaven         | döntős     | negyeddöntős | nem indult   | 2. kör       | nem indult |
| 21. | Moszkva            | nem indult | nem indult   | nem indult   | nem indult   | nem indult |
| 22. | Doha               | 1. kör     | 1. kör       | –            | –            | nem indult |
| 23. | Brüsszel           | –          | –            | –            | –            | 1. kör     |

## Egyéni döntői

### Győzelmek (8)
| Összesítés           |                        |
| Grand Slam-torna (0) |                        |
| Tier I (0)           | Premier Mandatory* (0) |
| Tier II (1)          | Premier Five* (0)      |
| Tier III (0)         | Premier* (0)           |
| Tier IV (1)          | International* (3)     |
| Tier V (0)           | International* (3)     |
| ITF-torna (3)        |                        |

*: 2009-től megváltoztak a tornák típusai
|    | Dátum                | Torna                  | Borítás | Ellenfél a döntőben | Döntő eredménye  |
| 1. | 2004. szeptember 26. | Ciampino, Olaszország  | Salak   | Stefania Boffa      | 6–0, 6–2         |
| 2. | 2006. október 22.    | Houston, USA           | Kemény  | Bethanie Mattek     | 2–6 6–4 6–1      |
| 3. | 2007. május 19.      | Zágráb, Horvátország   | Salak   | Nika Ožegović       | 6–0 7–6(2)       |
| 4. | 2007. július 16.     | Palermo, Olaszország   | Salak   | Martina Müller      | 6–0, 6–1         |
| 5. | 2007. szeptember 23. | Peking, Kína           | Kemény  | Jelena Janković     | 6–7(7), 7–5, 6–2 |
| 6. | 2009. július 12.     | Budapest, Magyarország | Salak   | Patty Schnyder      | 2–6, 6–4, 6–2    |
| 7. | 2010. július 11.     | Budapest, Magyarország | Salak   | Patty Schnyder      | 6–2, 6–4         |
| 8. | 2010. július 18.     | Prága, Csehország      | Salak   | Barbora Strýcová    | 6–2, 1–6, 6–2    |

### Elvesztett döntők (2)
|    | Dátum               | Torna                 | Borítás | Ellenfél a döntőben  | Döntő eredménye  |
| 1. | 2007. augusztus 25. | New Haven, USA        | Kemény  | Szvetlana Kuznyecova | 6–4, 0–3 feladta |
| 2. | 2008. február 10.   | Párizs, Franciaország | Kemény  | Anna Csakvetadze     | 3–6, 6–2, 2–6    |

## Páros döntői

### Győzelmek (5)
| Összesítés           |                        |
| Grand Slam-torna (0) |                        |
| Tier I (0)           | Premier Mandatory* (0) |
| Tier II (0)          | Premier Five* (0)      |
| Tier III (2)         | Premier* (0)           |
| Tier IV (0)          | International* (0)     |
| Tier V (0)           | International* (0)     |
| ITF-torna (3)        |                        |

*: 2009-től megváltoztak a tornák típusai
|    | Dátum             | Torna                  | Borítás | Partner            | Ellenfél a döntőben                  | Döntő eredménye |
| 1. | 2005. április 10. | Dinan, Franciaország   | Salak   | Michaëlla Krajicek | Julija Bejhelzimer Sandra Klösel     | 7–5, 7–5        |
| 2. | 2006. július 23.  | Vittel, Franciaország  | Salak   | Julija Bejhelzimer | Madalina Gojnea Jekatyerina Makarova | 6–2, 7–5        |
| 3. | 2007. május 20.   | Zágráb, Horvátország   | Salak   | Emma Laine         | Klaudia Jans Alicja Rosolska         | 6–1, 6–2        |
| 4. | 2007. április 23. | Budapest, Magyarország | Salak   | Vladimíra Uhlířová | Martina Müller Gabriela Navrátilová  | 7–5, 6–2        |
| 5. | 2008. január 5.   | Gold Coast, Ausztrália | Kemény  | Gyinara Szafina    | Jen Ce Cseng Csie                    | 6–1, 6–2        |

### Elvesztett döntők (6)
|    | Dátum             | Torna                  | Borítás         | Partner            | Ellenfél a döntőben              | Döntő eredménye |
| 1. | 2004. április 26. | Budapest, Magyarország | Salak           | Németh Virág       | Mandula Petra Barbara Schett     | 3–6, 2–6        |
| 2. | 2005. október 24. | Hasselt, Belgium       | Kemény (fedett) | Michaëlla Krajicek | Émilie Loit Katarina Srebotnik   | 3–6, 4–6        |
| 3. | 2006. február 20. | Bogotá, Kolumbia       | Salak           | Jasmin Woehr       | Gisela Dulko Flavia Pennetta     | 6–7(1), 1–6     |
| 4. | 2007. február 26. | Doha, Katar            | Kemény          | Vladimíra Uhlířová | Martina Hingis Marija Kirilenko  | 1–6, 1–6        |
| 5. | 2007. július 23.  | Kitzbühel, Ausztria    | Salak           | Vladimíra Uhlířová | Lucie Hradecká Renata Voráčová   | 3–6, 5–7        |
| 6. | 2010. július 18.  | Prága, Csehország      | Salak           | Monica Niculescu   | Bacsinszky Tímea Tathiana Garbin | 5–7, 6–7(4)     |

## Eredményei Grand Slam-tornákon

### Egyéniben
| Torna           | 2005   | 2006 | 2007 | 2008 | 2009 | 2010 | 2011 | 2012 | 2013 | Gy/V* |
| --------------- | ------ | ---- | ---- | ---- | ---- | ---- | ---- | ---- | ---- | ----- |
| Australian Open | n.i.** | sel. | sel. | 1k   | 1k   | 2k   | n.i. |      |      | 1/3   |
| Roland Garros   | n.i.   | sel. | 2k   | 3k   | 4k   | 2k   | 1k   |      |      | 7/5   |
| Wimbledon       | n.i.   | n.i. | 2k   | 4k   | 1k   | 1k   | n.i. |      |      | 4/4   |
| US Open         | sel.   | n.i. | 1/4D | 2k   | 1k   | 2k   | n.i. |      |      | 6/4   |

*: Főtáblán 
**: Nem indult 
| Grand Slam | Australian Open | Australian Open      | Roland Garros | Roland Garros      | Wimbledon  | Wimbledon            | US Open    | US Open              |
| Év         | Eredmény        | Utolsó ellenfél      | Eredmény      | Utolsó ellenfél    | Eredmény   | Utolsó ellenfél      | Eredmény   | Utolsó ellenfél      |
| 2005       | nem indult      | nem indult           | nem indult    | nem indult         | nem indult | nem indult           | sel. (1)*  | Olha Szavcsuk        |
| 2006       | sel. (1)        | Marija Koritceva     | sel. (3)      | Aravane Rezaï      | nem indult | nem indult           | nem indult | nem indult           |
| 2007       | sel. (2)        | Ahsha Rolle          | 2. kör        | Anna Csakvetadze   | 2. kör     | Aljona Bondarenko    | 1/4 döntő  | Szvetlana Kuznyecova |
| 2008       | 1. kör          | Jekatyerina Makarova | 3. kör        | Petra Kvitová      | 4. kör     | Cseng Csie           | 2. kör     | Tathiana Garbin      |
| 2009       | 1. kör          | Galina Voszkobojeva  | 4. kör        | Dominika Cibulková | 1. kör     | Kirsten Flipkens     | 1. kör     | Sahar Peér           |
| 2010       | 2. kör          | Li Na                | 2. kör        | Nagyja Petrova     | 1. kör     | Jekatyerina Makarova | 2. kör     | Flavia Pennetta      |
| 2011       | nem indult      | nem indult           | 1. kör        | Volha Havarcova    | nem indult | nem indult           | nem indult | nem indult           |
| 2012       | nem indult      | nem indult           | nem indult    | nem indult         | nem indult | nem indult           | 1. kör     | Arn Gréta            |

*: Kiesett a selejtező számmal jelzett fordulójában

### Párosban
|      | Australian Open           | Australian Open            | Roland Garros             | Roland Garros                    | Wimbledon                 | Wimbledon                   | US Open                     | US Open                          |
| Év   | Eredmény Partner          | Utolsó ellenfél            | Eredmény Partner          | Utolsó ellenfél                  | Eredmény Partner          | Utolsó ellenfél             | Eredmény Partner            | Utolsó ellenfél                  |
| 2006 | 3. kör Michaëlla Krajicek | Cara Black Rennae Stubbs   | 1. kör Michaëlla Krajicek | A. Grönefeld M. Shaughnessy      | nem indult                | nem indult                  | nem indult                  | nem indult                       |
| 2007 | 2. kör Michaëlla Krajicek | D. Hantuchová Szugijama Ai | 3. kör Vladimíra Uhlířová | Lisa Raymond Samantha Stosur     | 2. kör Vladimíra Uhlířová | Szánija Mirza Sahar Peér    | Elődöntő Vladimíra Uhlířová | Csan Jung-zsan Csuang Csia-zsung |
| 2008 | 1. kör Marija Kirilenko   | L. Davenport D. Hantuchová | 3. kör Gyinara Szafina    | A. Bondarenko K. Bondarenko      | 3. kör Gyinara Szafina    | V. Azarenka S. Peér         | nem indult                  | nem indult                       |
| 2009 | 3. kör Jelena Vesznyina   | Szugijama Ai D. Hantuchová | 2. kör Gisela Dulko       | S. Williams V. Williams          | 1. kör Csan Jung-zsan     | V. Dusevina T. Perebijnyisz | 2. kör Virginie Razzano     | N. Petrova B. Mattek-Sands       |
| 2010 | 2. kör Roberta Vinci      | V. Dusevina A. Rodionova   | 2. kör Gyinara Szafina    | Cara Black Jelena Vesznyina      | Negyeddöntő Julia Görges  | F. Pennetta G. Dulko        | 1. kör Patty Schnyder       | A. Medina Garrigues Jen Ce       |
| 2011 | nem indult                | nem indult                 | 2. kör Līga Dekmeijere    | Květa Peschke Katarina Srebotnik | nem indult                | nem indult                  | nem indult                  | nem indult                       |

## Év végi világranglista-helyezései
| Év     | 2004 | 2005 | 2006 | 2007 | 2008 | 2009 | 2010 | 2011 | 2012  |
| Egyéni | 378. | 181. | 207. | 20.  | 28.  | 40.  | 37.  | 256. | 1025. |
| Páros  | 275. | 95.  | 104. | 26.  | 64.  | 90.  | 57.  | 237. | –     |

## Díjai és elismerései
- Soltvadkert Az év sportolója (2005)[22]
- WTA's Newcomer Of The Year in 2007[23] (Az Év felfedezettje 2007)[24]
- Junior Prima díj sport kategória (2007)
- Junior Prima díj sport kategória közönségdíj[25]
- Megyei Prima díj 2007. Bács-Kiskun megye Magyar sport kategória[26]
- Az év női sportolója (2007) (a Magyar Sportújságírók Szövetségének szavazata alapján)[27]
- Az év magyar sportolója (2007) (A Nemzeti Sportszövetség díja)[28][29]
- Az év magyar teniszezője (2005, 2007, 2008, 2010)
- Papp László Budapest-Sportdíj (2010)[30]
- Habitat for Humanity nagykövet (2008-2010)
- Magyar Vöröskereszt sportolói nagykövete (2010-2012)[31]
- Magnolia Day Spa Sportért és Művészetekért Díj (2012)[32]
- WTA Életműdíj (2013)[33][34][35]
- Soltvadkert Város Önkormányzatának életműdíja (2014)[36]
- Erzsébetváros Sportjáért (2017)[37]